# اسون تومسن
اسون تومسن (دانمارکی: Sven Thomsen; ۷ سپتامبر ۱۸۸۴ – ۱۴ نوامبر ۱۹۶۸) قایقران قایق بادبانی اهل دانمارک بود.